# 河西镇 (临西县)
河西镇，是中华人民共和国河北省邢台市临西县下辖的一个乡镇级行政单位。

## 行政区划
河西镇下辖以下地区：
南社区、北社区、南队村、北队村、邢庄村、李元村、隋五里村、柏庄村、路庄村、初庄村、方庄村、孟五里村、朱庄村、黄庄村、大米庄村、岗楼村、常元村、南五里村、南三里村、教场村、丁村、江村、马村、赵村、西温村、东温村、刘口村、相庄村、瓜厂村、小屯村、八里庄村、时庄村、常屯村、单屯村、郑庄村和三岔河村。